# Kálmán Várady
Kálmán Várady (* 1958 in Hoffnungsthal) ist ein deutscher Künstler. Er stammt von armenischen und ungarischen Roma ab.

## Werdegang
Kálmán Várady studierte von 1979 bis 1985 Malerei an der Fachhochschule Köln und wurde 1986 Meisterschüler von Werner Schriefers. Bis in die 1990er Jahre unternahm er zahlreiche, ausgedehnte Reisen durch Afrika, Nord- und Südamerika. Diese wirken bis heute maßgeblich auf die Inhalte seiner Arbeiten ein. Kálmán Várady ist Vater von sechs Töchtern. Er lebt und arbeitet in Köln.

## Werk
Váradys Arbeiten pendeln zwischen Malerei, Objekt, Skulptur, Installation und Fotografie. Sein Werk thematisiert Magie, Geheimnis, Ritual und Tod. Aus einer Ansammlung von diversen Fundstücken erwächst ein Objekt, das oft an einen Schrein, Altar oder an eine totemistische Figur erinnert: Várady reflektiert künstlerisch Kulte, Rituale und Mythen, Lokalreligionen und magische Vorgänge aus diversen, selbst erfahrenen Kontinenten.
Nachdem lange die totemistische Kunst, das Spiel mit Altären, magischen Figuren und Privatkulten im Vordergrund stand, thematisiert Várady in jüngerer Zeit mehr seine Roma-Herkunft auf künstlerisch-politischer Ebene. So entstand beispielsweise die fotografische Werkreihe „Familija“ (2008) in Anlehnung an die typologische Erfassung der Sinti und Roma durch die Rassenhygienische Forschungsstelle. Es verweist sowohl auf das Vorgehen der Nationalsozialisten gegenüber den sog. „Zigeunern“, wie auch auf die heutige Tendenz, Personen zu identifizieren und kategorisieren.
Aufgrund seiner Herkunft lag es für Várady nahe, sich und seine sechs Töchter selbst als Abbild in dieses Kunstwerk einfließen zu lassen. Sieben Personen (die sechs Töchter und der Vater) werden in heutiger polizeidienstlicher Erkennungsmanier fotografiert. Die Serie besteht aus Schwarzweißfotografien der Gesichter in Frontal- und Profilansicht und vergleichenden Aufnahmen der Hände.
In seiner jüngsten Ausstellung GYPSY WARRIORS die im Sommer 2013 in der Berliner Galerie Kai Dikhas zu sehen war, verbanden sich die Aspekte Reisen, totemistische Kunst und Roma-Sein miteinander.

## Einzelausstellungen
- Herkunft-Zukunft. Stadtmuseum Siegburg, Siegburg, 1995.
- Gypsy warriors. Galerie Kai Dikhas, Berlin, 2013.

## Gruppenausstellungen
- Ruhe-Störung – Streifzug durch die Welten der Collage. Kunstmuseum Ahlen, 2013.
- verloren paradijs – zeitgenössische Roma-Kunst aus Europa. Het Duvelhok, Tilburg/Niederlande 2009.
- Die vergessenen Europäer – Kunst der Roma, Roma in der Kunst. Kölnisches Stadtmuseum, Köln 2008.
- Armut. Perspektiven in Kunst und Gesellschaft. Stadtmuseum Simeonstift Trier, Brotmuseum Ulm 2011.